# Ecnomina wanarra
Ecnomina wanarra là một loài Trichoptera trong họ Ecnomidae. Chúng phân bố ở miền Australasia.